# Beleg van Maastricht (1676)
Het Beleg van Maastricht van 1676 was een mislukte poging van Willem III van Oranje om de sinds 1673 door de Fransen bezette vestingstad Maastricht te heroveren. Het beleg vond plaats tijdens de Hollandse Oorlog van 6 juli tot 27 augustus 1676.

## Achtergrond
In het rampjaar 1672 had eerst aartsrivaal Engeland de oorlog verklaard aan de Republiek der Verenigde Nederlanden, kort daarop gevolgd door Frankrijk. De opmars van de Franse (en andere) legers kon alleen tot staan worden gebracht door inzet van de Hollandse Waterlinie en leidde onder andere tot de moord op de gebroeders De Witt en het einde van het Eerste Stadhouderloze Tijdperk. Bij het Beleg van Maastricht een jaar later hadden de Franse legers onder aanvoering van Vauban en de Franse koning Lodewijk XIV zelf de belangrijke vestingstad Maastricht in twee weken weten in te nemen.
Na het Beleg van 1673 werd Maastricht ingelijfd bij Frankrijk. De Franse generaal Godefroi d'Estrades werd benoemd tot gouverneur van Maastricht. Deze was echter meestal afwezig en werd dan vervangen door waarnemend commandant Juan Salvador de Calvo. Onmiddellijk na het beleg werd onder leiding van de militaire ingenieurs De Choisy en Rougon begonnen met verbetering van de vestingwerken naar plannen van Vauban. In de loop van 1674 kwam de vrede tot stand tussen de Republiek en achtereenvolgens Engeland, Munster en Keulen, waardoor Frankrijk als enige vijand overbleef. In augustus 1674 kwam het in de Slag bij Seneffe opnieuw tot een (onbeslist) treffen tussen de legers van Frankrijk en de gezamenlijk optrekkende Staats-Habsburgse troepenmacht onder leiding van Willem III van Oranje. In juni 1675 bezocht Lodewijk XIV Maastricht, waarbij hij de verbeterde vestingwerken inspecteerde. Een gezamenlijke Staats-Spaanse aanval op Maastricht, dat als steunpunt voor de plunderende Franse troepen in de Zuidelijke Nederlanden fungeerde, kon elk moment komen.

## Het beleg
In de zomer van 1676 besloot stadhouder Willem III een eind te maken aan de Franse aanwezigheid in Maastricht. Hij werd hierin gesteund door Carlos de Gurrea, hertog van Villahermosa, landvoogd van de Spaanse Nederlanden en bevelhebber van het Leger van Vlaanderen. Op 3 juli vond een grote krijgsraad plaats nabij Nijvel en een dag later begon de mars op Maastricht.
Op 6 juli sloot de verenigde Staats-Spaanse troepenmacht Maastricht in met het doel de Fransen te verdrijven en het gezag van de Staten-Generaal der Nederlanden in de tweeherige Luiks-Staatse stad te herstellen. De insluiting bestond uit een dubbele linie: aan de buitenzijde een circumvallatielinie en aan de binnenzijde een contravallatielinie. Daartussen lagen de verschillende legerkampen. Over de Maas werden op veilige afstand van de stad twee schipbruggen aangelegd.
De generaal in Staatse dienst George Frederik van Waldeck-Eisenberg en de hertog van Villahermosa zouden Willem III rugdekking geven door het Franse leger op afstand te houden en tevens de Vlaamse en Brabantse steden te beschermen. Willem III voerde het opperbevel over het beleg, waarbij behalve Nederlandse troepen, ook regimenten van het leger van Vlaanderen (onder bevel van Jean-Charles-Chrétien de Landas, graaf van Louvignies), Brandenburg, Palts-Neuburg en Engeland (onder bevel van John Fenwick) aanwezig waren.
Door allerlei vertragingen en miscalculaties kon het vuur op de vesting pas op 21 juli worden geopend. De aanval van de prins van Oranje richtte zich met name op de Bossche Fronten, het noordwestelijk deel van de vestingwerken, nabij de Boschpoort, wat toentertijd als het zwakste deel van de vesting werd gezien. Het door de Fransen aangelegde lunet  Le Dauphin werd door de Staatsen begin augustus veroverd, waarbij echter een duizendtal doden en gewonden te betreuren viel. Een week later mislukte een aanval op het hoornwerk La Reine, waarbij de rijngraaf Karel Florentijn van Salm, luitenant-generaal van de infanterie en rechterhand van Willem III, fatale verwondingen opliep.
Bij de voorstad Wyck voerde de graaf van Louvignies enkele afleidingsmanoeuvres uit, maar zijn hoofdaanval was gericht op de zuidwestzijde van de stad, op het gebied De Kommen tussen de Jeker en de Maas. Hoewel de Franse verdedigers dit laaggelegen gebied door inundatie onder water hadden gezet, slaagden de belegeraars er in het water naar de Maas te laten afvloeien.

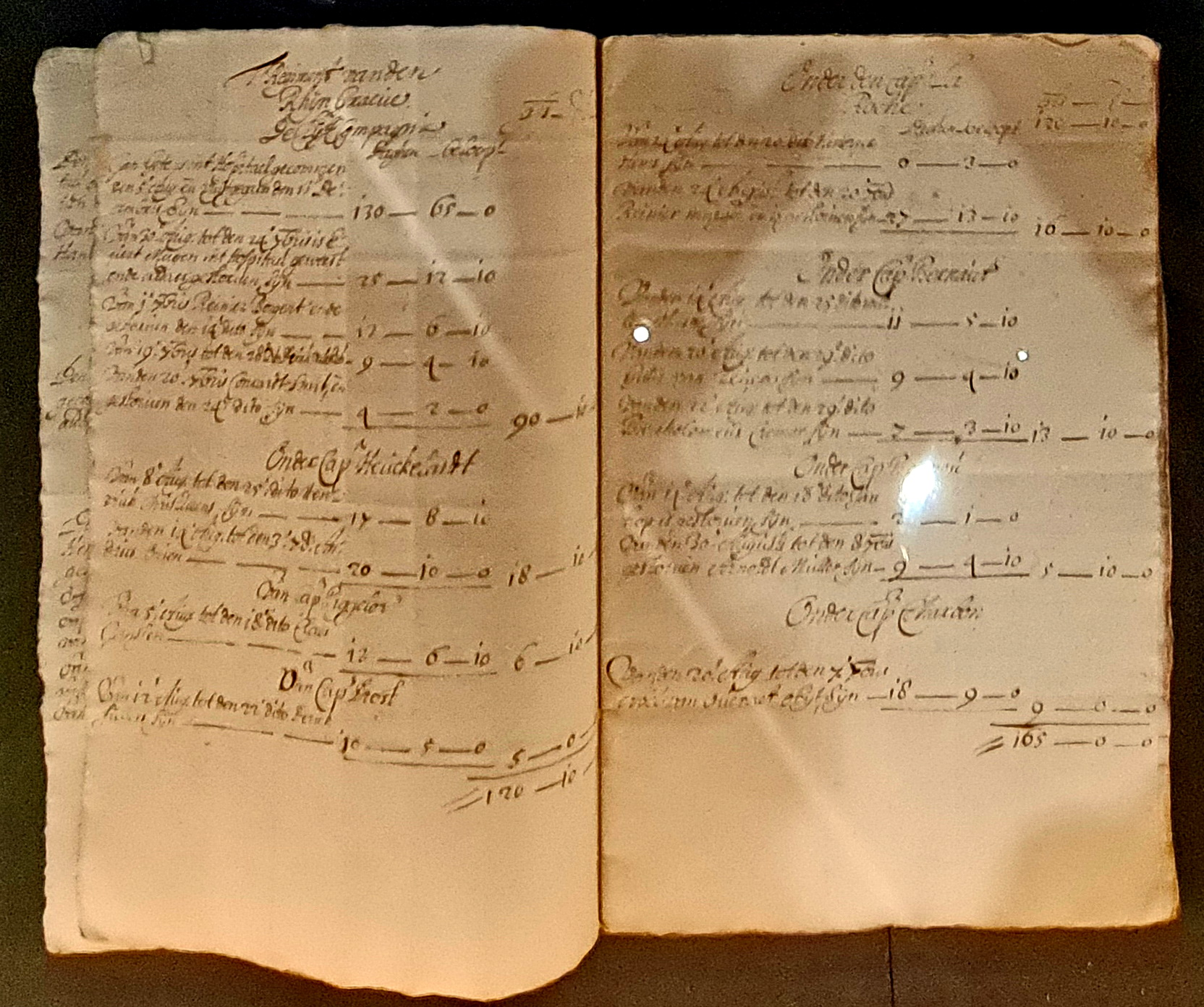
Overzicht van de in het hospitaal te Roermond opgenomen zieke en gewonde soldaten uit het leger van Willem III, 1676

Ondertussen vonden in Nijmegen onderhandelingen plaats, die door de Franse generaal (en gouverneur van Maastricht) D'Estrades getraineerd werden en pas twee jaar later tot de Vrede van Nijmegen zouden leiden. Generaal Waldeck probeerde raadpensionaris Gaspar Fagel te overtuigen van de noodzaak om versterking te sturen naar Maastricht, bijvoorbeeld door de bisschop van Münster en de hertog van Brunswijk-Lüneburg over te halen tegen betaling de prins van Oranje te steunen. Fagel stemde toe maar slaagde er niet in de Staten van Holland te overtuigen in de geldbuidel te tasten.
Op 17 augustus kreeg de prins een brief in handen van de Duitse generaal in Franse dienst Meinhardt van Schomberg aan vestingcommandant Calvo, dat zijn leger in aantocht was. Waldeck, door de prins van dit voornemen op de hoogte gesteld, begaf zich al een dag later op weg naar Maastricht. Op 21 augustus vond in Tongeren overleg plaats tussen beide veldheren, waarbij ook Ernst August van Brunswijk-Lüneburg (prins-bisschop van Osnabrück), de graaf van Louvignies en enkele Spaanse en Oostenrijkse officieren aanwezig waren. Op 23 augustus werd nog getracht de voorstad Wyck te overrompelen. Uiteindelijk moest het beleg op 27 augustus bij het naderen van het Franse ontzettingsleger worden opgebroken. De laatste geallieerden waren nog daarmee bezig, terwijl de Fransen al bezig waren Maastricht te bevoorraden. Tot een echte confrontatie kwam het niet.
Volgens sommige bronnen was het mislukken van het beleg te wijten aan zwakke bevelvoering aan Staatse zijde; volgens anderen aan het uitblijven van hulp van bondgenoten en door de steun van de katholieke inwoners van Maastricht aan de Franse bezetters. Ook zou de lage waterstand van de Maas ongunstig zijn geweest voor de aanvoer van materieel voor het Staatse leger.

## Gevolgen; erfgoed
Na het beleg bleef Maastricht nog tot de Vrede van Nijmegen een Franse stad. De Fransen lieten uit dankbaarheid een herinneringsmunt slaan.
Zoals bij elke belegering van Maastricht leed niet alleen de stad zelf onder het beleg, maar ook de omgeving. Dat was met name het geval in de tussen de verdedigings- en aanvalslinies gelegen dorpen Smeermaas, Caberg, Wolder en Sint Pieter op de linker Maasoever, en Borgharen, Limmel, Amby, Scharn, Heer en Heugem op de rechter Maasoever. De generaal in Franse dienst Meinhardt van Schomberg richtte eind augustus 1676, toen de belegeraars al op het punt stonden te vertrekken, zijn hoofdkwartier in nabij het kasteel Lichtenberg op de Sint-Pietersberg. Na het vertrek van de troepen bleek het kasteel grotendeels verwoest, waarschijnlijk door brand.
Bij het beleg van 1676 waren minstens twee bekende tekenaars aanwezig: de in Amsterdam geboren kunstschilder Josua de Grave, die mogelijk in dienst was van het Staatse leger en al eerder (omstreeks 1670) in Maastricht gewoond had, en de Hagenaar Constantijn Huygens jr., die waarschijnlijk  als secretaris van Willem III meereisde. De Grave tekende vooral gebouwen en landschappen in de omgeving van Maastricht, waaronder het kasteel Lichtenberg en het vlak bij de circumvallatielinie gelegen dorp Itteren. Huygens tekende onder andere de schipbrug tussen Smeermaas en Borgharen.

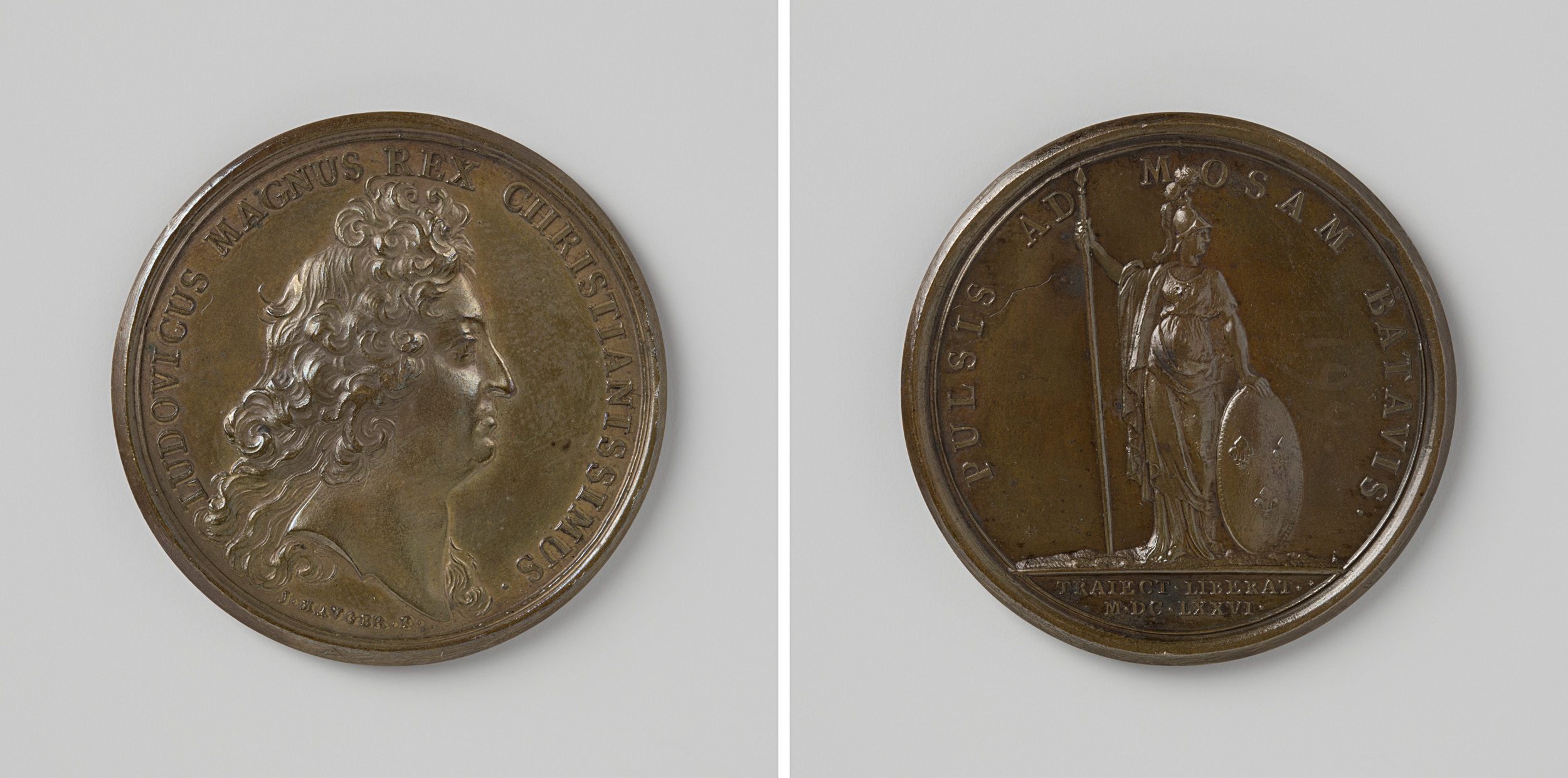
Franse herinneringsmunt van het behoud van Maastricht, 1676
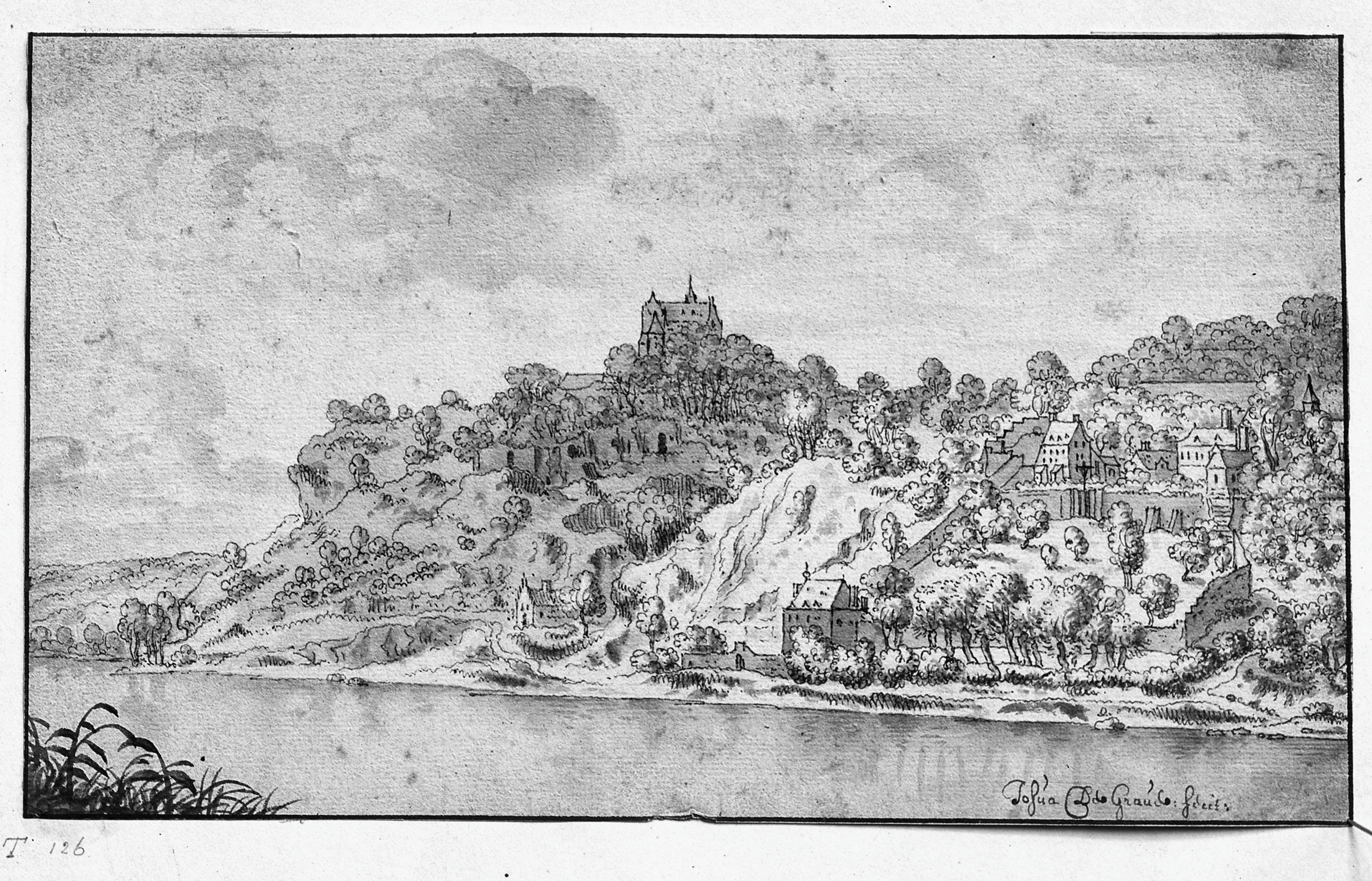
Kasteel Lichtenberg (J. de Grave, ca. 1670)
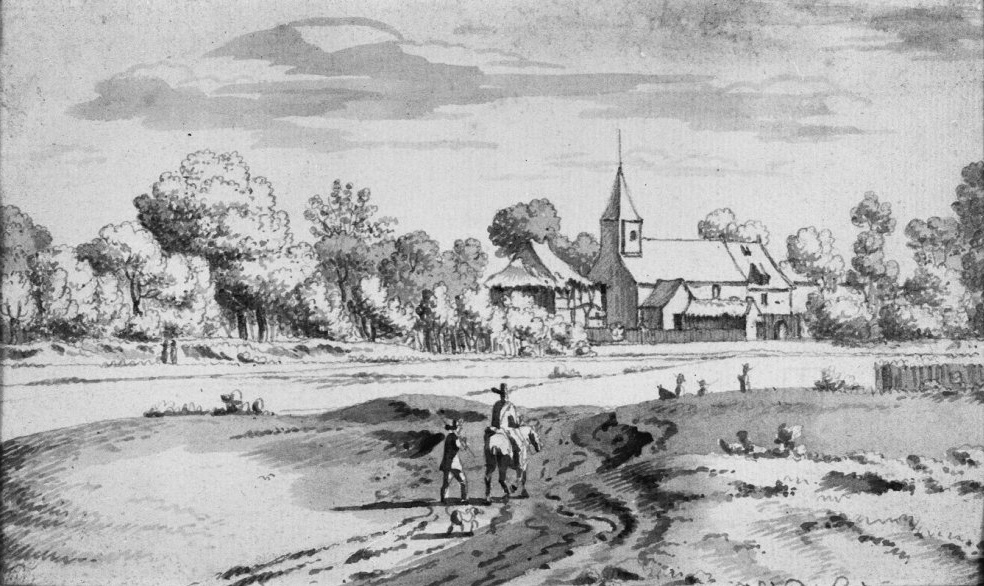
Het dorp Itteren bij Maastricht (J. de Grave, 1676)
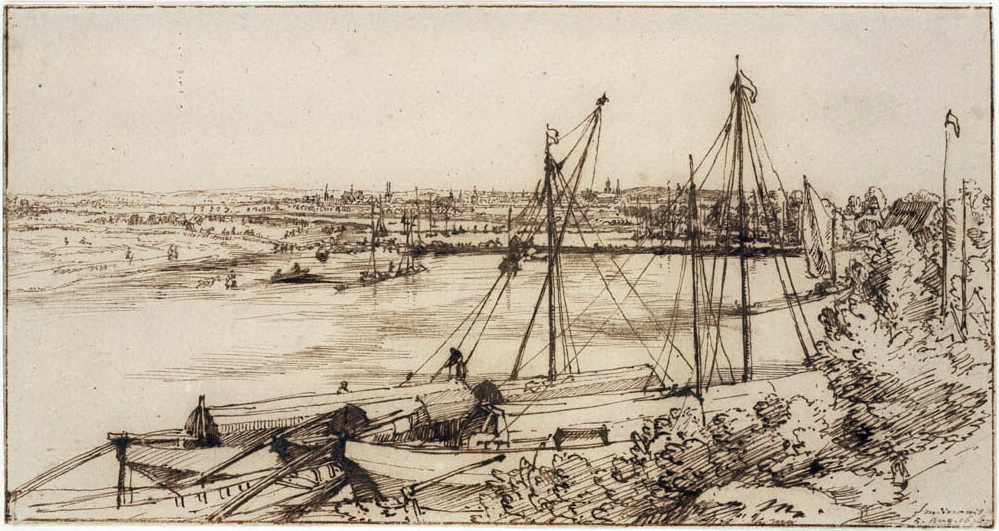
Schipbrug bij Smeermaas (C. Huygens jr., 5 aug. 1676)

881: Plundering door Vikingen ·
1204: Luiks-Loons beleg ·
1267: Beleg door Hendrik van Gelre ·
1303: Beleg door Jan & Pieter van Bar ·
1334: Beleg door Adolf van der Mark ·
1407-08: Beleg door Luikenaren ·
1576: Spaanse Furie ·
1579: Beleg door Parma ·
1632: Beleg door Frederik-Hendrik ·
1634: Beleg door De Moncada ·
1638: Verraad van Maastricht ·
1673: Beleg door Lodewijk XIV ·
1676: Beleg door Willem III ·
1747: Slag bij Lafelt ·
1748: Beleg door Maurits van Saksen ·
1793: Beleg door De Miranda ·
1794: Beleg door Kléber ·
1814: Blokkade (6e Coalitieoorlog) ·
1830-33: Blokkade (Belgische Opstand) ·
1940: Bezetting (WO2) ·
1944: Bevrijding (WO2)